# Pholcomma carota
Pholcomma carota är en spindelart som beskrevs av Claude Lévi 1957. Pholcomma carota ingår i släktet Pholcomma och familjen klotspindlar. Inga underarter finns listade i Catalogue of Life.